# Coca de patata

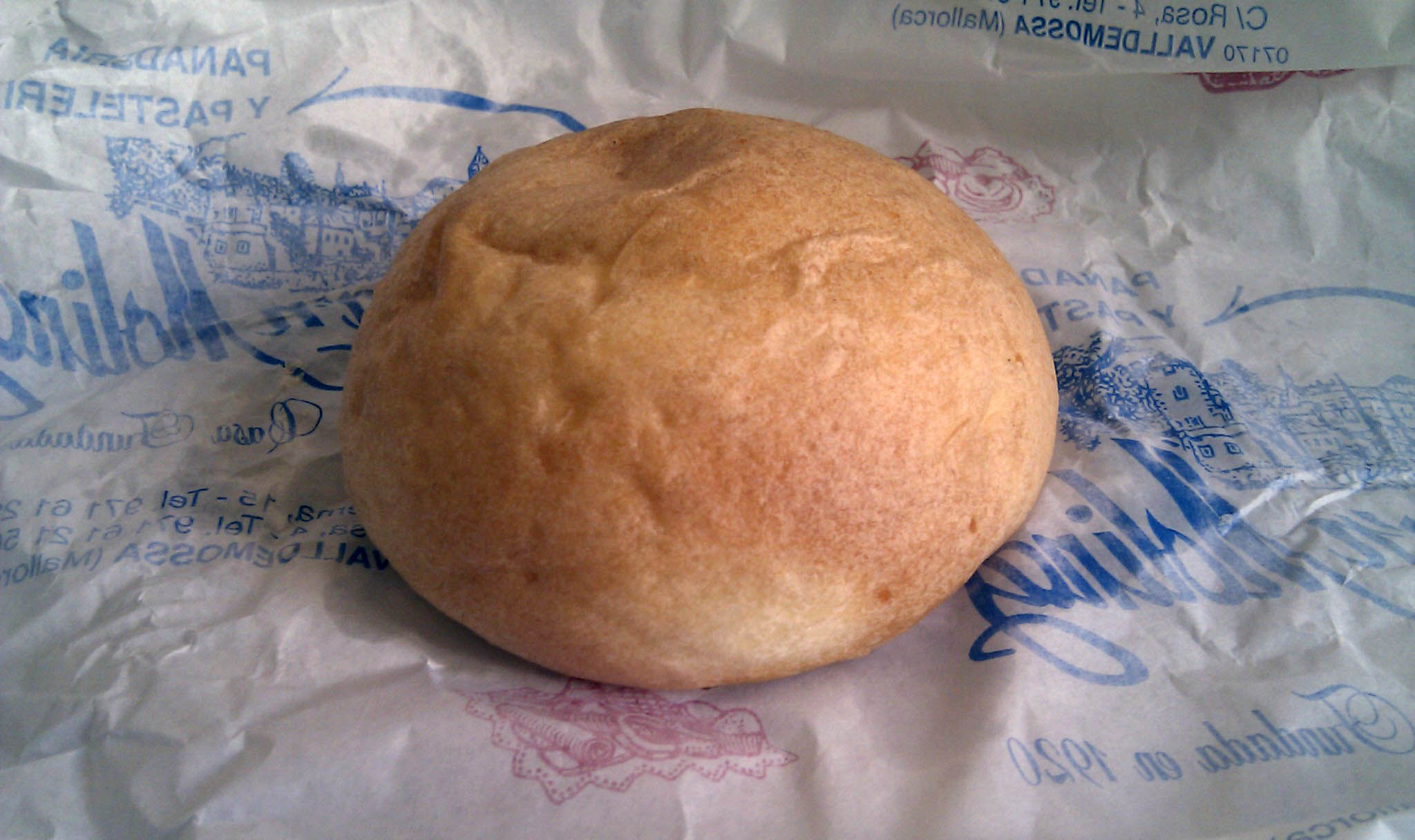
Coca de patata.

La coca de patata (coque de pomme de terre) est une coca sucrée typique de l'île de  Majorque, particulièrement populaire à l'occasion des fêtes de Valldemossa, au four de Can Molinas.
Ce mets se prépare avec des pommes de terre, des œufs, du sucre et de la matière grasse.
Dans certaines variantes, la liste des ingrédients inclut aussi farine et levure.
On peut aussi verser du sirop de pêche dessus. Après les avoir sorties du four, il faut les laisser reposer un moment avant de les consommer. On peut les aromatiser avec de la cannelle en poudre.